# Theo de Meester
Theodoor Herman (Theo) de Meester (Harderwijk, 16 december 1851 – Den Haag, 27 december 1919) was een Nederlands topambtenaar, bestuurder en politicus. Hij is vooral bekend als minister-president in het kabinet-De Meester dat regeerde van 1905 tot 1908.

## Familie
De Meester werd geboren in Harderwijk als zoon van Tweede Kamerlid Gerrit Abraham de Meester. Zijn jongere broer was de toneelcriticus en schrijver Johan de Meester sr.

## Loopbaan
Na zijn promotie in de Rechten werkte De Meester enkele jaren bij de Provinciale Griffie in Zwolle. In 1885 werd hij gemeentesecretaris van de stad Groningen en in 1892 Thesaurier-Generaal van het ministerie van Financiën. In 1898 werd hij vicepresident Raad van Nederlandsch-Indië in Batavia. Als rechterhand van de gouverneur-generaal Rooseboom voerde hij een sanering van de openbare financiën door (het Indisch gouvernement had een eigen geldhuishouding).

## Kabinet-De Meester
Tijdens een verlof in Nederland werd Theo de Meester gevraagd minister van Financiën te worden door partijgenoot (Liberale Unie) en formateur Hendrik Goeman Borgesius. Deze koos zelf voor het voorzitterschap van de Tweede Kamer, en liet de leiding van het door hem gevormde kabinet aan De Meester. Ook andere vooraanstaande liberalen, zoals Cort van der Linden en Drucker weigerden zitting te nemen.
Het kabinet-De Meester was erg instabiel doordat het in de Tweede Kamer afhankelijk was van de gedoogsteun van de SDAP, terwijl in de Eerste Kamer de protestantse en katholieke oppositie nog de meerderheid had. Daarnaast had De Meester persoonlijk weinig gezag.

## Nadagen
Nadat het kabinet in 1908 definitief gevallen was, werd De Meester lid van de gemeenteraad van Den Haag. In 1910 werd hij namens de kiesdistricten Den Helder en Schoterland gekozen als lid van de Tweede Kamer. Eerder, in 1908 was hij in district Ommen nog verslagen door ARP'er Abraham Kuyper. In 1913 werd hij herkozen als Tweede Kamerlid.
Na de verkiezingen van 1917 werd De Meester lid van de Raad van State. Dit bleef hij tot zijn dood.
- Biografisch Portaal: 40738883
- Digitale Bibliotheek voor de Nederlandse Letteren: mees049
- International Standard Name Identifier: 0000 0003 9285 4945
- Nederlandse Thesaurus van Auteursnamen: 234599189
- Parlement.com: vg09ll38u1yn
- Virtual International Authority File: 287009116
- WorldCat: E39PBJkp3pyBDtT8rgd8K9J7HC

Schimmelpenninck ·
De Kempenaer ·
Thorbecke ·
Van Hall ·
Van der Brugghen ·
Rochussen ·
Van Zuylen van Nijevelt ·
Van Heemstra ·
Fransen van de Putte ·
Van Zuylen van Nijevelt ·
Van Bosse ·
De Vries ·
J. Heemskerk ·
Kappeyne van de Coppello ·
Van Lynden van Sandenburg ·
Mackay ·
Van Tienhoven ·
Roëll ·
Pierson ·
Kuyper ·
De Meester ·
T. Heemskerk ·
Cort van der Linden ·
Ruijs de Beerenbrouck ·
Colijn ·
De Geer ·
Gerbrandy ·
Schermerhorn ·
Beel ·
Drees ·
De Quay ·
Marijnen ·
Cals ·
Zijlstra ·
De Jong ·
Biesheuvel ·
Den Uyl ·
Van Agt ·
Lubbers ·
Kok ·
Balkenende ·
Rutte ·
Schoof